# Frauenlobs Marienleich
Der Marienleich [= Unser frouwen leich] ist ein mittelalterliches Gedicht mit zwanzig Strophen, das als das größte Werk des Meistersingers Heinrich von Meißen, genannt Frauenlob gilt. Es handelt sich hier um eine poetisch aufwändige, sehr erotische Erzählung über die Jungfrau Maria, die durch die Vereinigung mit der Trinität neben ihrer menschlichen Natur eine göttliche Instanz wird. Die Inkarnation wird dabei mit verschiedenen, größtenteils biblischen Bildern dargestellt.

## Allgemeines

### Entstehung
Der Marienleich wurde vermutlich um 1300 am Hof König Wenzels II. in Böhmen von Heinrich von Meißen, bekannt als Frauenlob (frouwenlop), verfasst. Es war der erste von Frauenlobs insgesamt drei Leichs. Frauenlob wurde Mitte des 13. Jh. in Böhmen geboren und starb 1318 in Mainz.

### Überlieferung

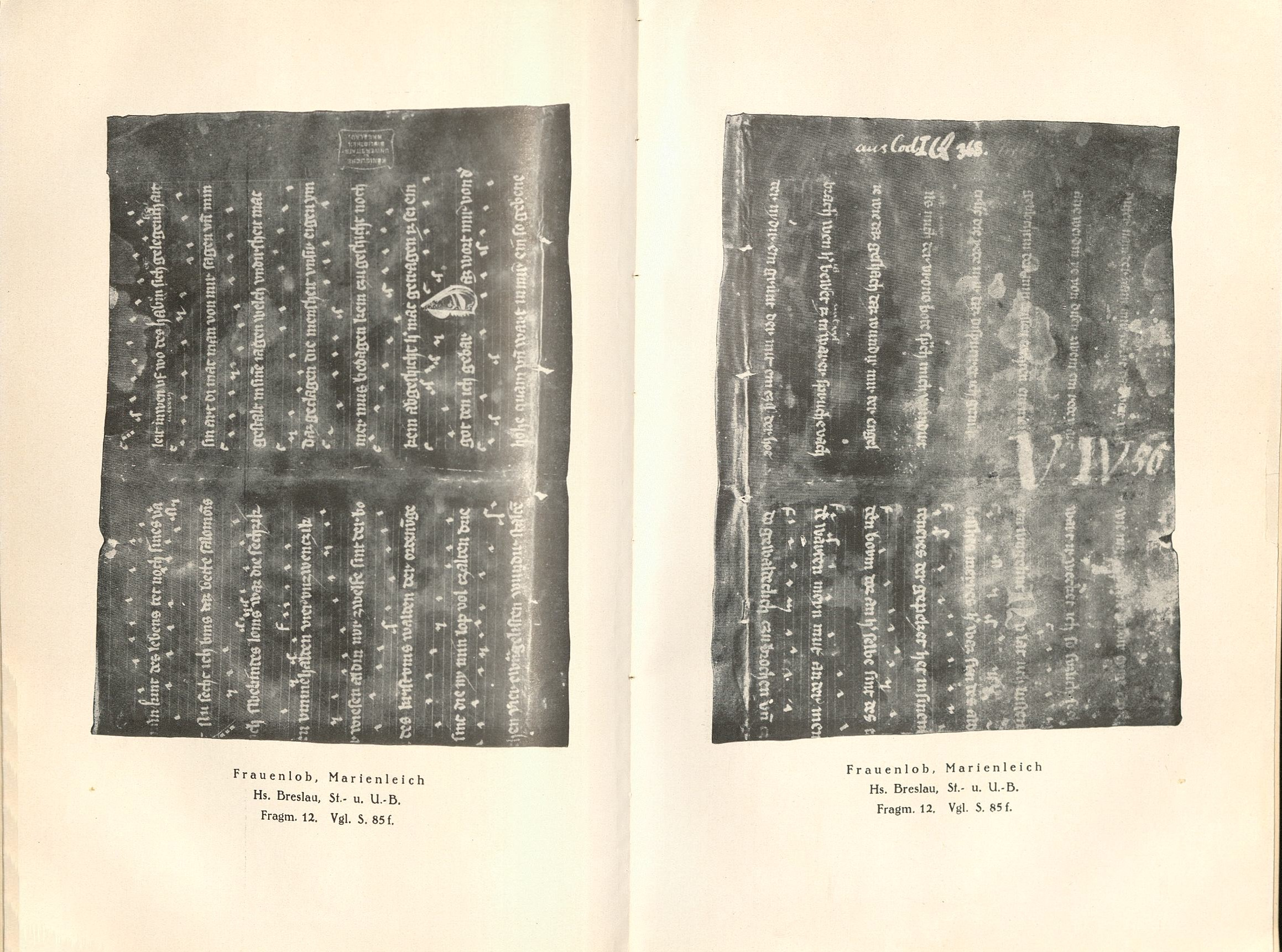
Breslauer Fragmente

Der Marienleich wurde in verschiedenen Handschriften überliefert. Es gibt fünf Handschriften, in denen der Leich recht vollständig vorgefunden wurde, sowie acht Fragmente von Handschriften, in welchen zumindest Teile des Marienleichs zugeordnet wurden. Sechs der insgesamt 13 Quellen verfügen über eine Überlieferung der Melodie, die in Form von Notenzeichen oberhalb des Textes erkennbar sind. Diese variieren jedoch genau wie die Textüberlieferungen von Handschrift zu Handschrift.
Die Handschriften mit recht vollständiger Überlieferung des Marienleichs sind folgende:
- Handschrift C, Große Heidelberger Liederhandschrift (Codex Manesse), Heidelberg (entstanden im frühen 14. Jh. vermutlich in Zürich): Bl. 399va – 401va
- Handschrift E, Würzburger Liederhs., München (entstanden in der Mitte des 14. Jh. vermutlich in Würzburg): Bl. 206rb – 210va (bei Pfannmüller 209rb – 213va)[2]
- Handschrift F, Weimarer Liederhs., Weimar (vermutlich entstanden in der zweiten Hälfte des 15. Jh. in Weimar): Bl. 89r – 96r
- Handschrift L, Berlin (entstanden im 14. Jh. vermutlich in Schlesien): Bl. 10r – 18v
- Handschrift t, Kolmarer Liederhs., München (um 1470 in Mainz entstanden): Bl. 19r – 28r, Strophen teilweise durcheinander; März zufolge stammt dieser Leich jedoch nicht von Frauenlob[3]

Die überlieferten Fragmente sind folgende:
- Handschrift W, Wien (14. Jh. ostmitteldeutsch): Bl. 2r – 8r mit Melodie, Str. 13,40-20,36
- Handschrift r, Erlauer Gregorius-Hs., Cologny-Genève (14. Jh. südostdt. Raum): Bl. 45r – 48r, Str. 13,38-20,36
- Fragment K, Berlin (14. Jh. vermutlich in Königsberg): 7 Blätter, Strophe 3,3-11,13
- Fragment M, München (15. Jh.): Einzelblatt, Str. 14,22-17,18[5]
- Fragment N, München (14. Jh. vermutlich in Ingolstadt): Doppelblatt, 1r/1v, Str. 1,1-4,9
- Fragment Q, Melk (15. Jh.): 2 Blätter (vermutlich fehlen Blatt 1 und 4 von 4), Str. 6,1-20,17
- Fragment U, Breslau (1457 in Grünberg): Doppelblatt, Teile der Strophen 16, 18, 19
- Fragment V, Denis‘ Hs., Wien (1797 in Wien veröffentlicht): einzelne Bruchstücke aus den Strophen 3, 4, 5, 8, 9, 11

Handschrift W, so wird gesagt, sei die beste Überlieferung, weshalb ihr fragmentarischer Zustand äußerst ärgerlich sei. Diese Handschrift enthält außerdem eine lateinische Fassung der Strophen 1-12 des Marienleichs.
Die musikalischen Schriftzeugnisse finden sich in K, N, Q, U, W und t, wobei t sich als späte Fassung mit abweichenden Melodien herausstellte und somit als unbrauchbar bezeichnet wird.
Es stellt sich natürlich die Frage nach seinem Originalwerk. Hierzu meint Stackmann: „[…] Eine abgesicherte Entscheidung zugunsten Frauenlobs [ist] überhaupt nur möglich […], wo ungewöhnlich günstige Umstände zusammentreffen. Das ist vor allem beim Marienleich als gegeben anzunehmen. Die Überlieferung reicht bis in die Lebenszeit des Dichters zurück, er wird in guter, alter Überlieferung mehrmals als Autor genannt (C, E, W), und es gibt auch aus späterer Zeit kein widersprechendes Zeugnis.“

### Inhaltliche Quellen
Die von Pfannmüller identifizierten Quellen, welche Frauenlob wohl für seinen Marienleich genutzt hat, sind größtenteils biblischer Herkunft: Aus dem Alten Testament die Weisheitsbücher und insbesondere das Hohelied Salomos, aus dem Neuen Testament die Offenbarung des Johannes.  Frauenlob verwendet noch weitere biblische Zitate und Bilder, doch die wichtigsten und meistgenannten sind obenstehende. Verse des Hohelieds sind in 13 der 20 Strophen des Marienleichs zu finden, wobei das Verhältnis Marias zur Trinität auch durch Bilder des Minnesangs dargestellt wird. Die Braut des Hohelieds wurde Newman zufolge bis 1100 als Ecclesia, die personifizierte Kirche, gedeutet – der Bezug zu Maria entstand erst nach und nach, war also zu Frauenlobs Zeit nichts Neues mehr. Außergewöhnlich ist jedoch seine Interpretation des Hohelieds im Bezug auf Maria, sowohl durch seinen poetischen Stil als auch durch die von ihm im Marienleich geschilderten Bilder, von Pfannmüller bezeichnet als „unedel verwendeter Scharfsinn“. Sieht man jedoch von Frauenlob aus weiter auf die „endlose Schar seiner Nachahmer, die ihn mit scheuer Ehrfurcht betrachten, speziell auf die trostlose Reihe von Mariendichtungen in der Colmarer Hdschr., so wirkt er momentan wieder überwältigend.“ Denn bei Frauenlob fehle nie der dogmatische Hintergrund.

### Frauenlobs Mariologie
Die Marienverehrung der Zeit Frauenlobs hat ihren Ursprung in der Interpretation der Heiligen Schrift durch die damaligen Kirchenväter. Insbesondere die Ausdeutungen des alttestamentlichen Hohelieds, welche Maria „als Braut Gottes (des hl. Geistes) preisen“, hätten Peter zufolge dank ihrer „orientalischen Bilderpracht Einfluss auf Litaneien, Predigten, Gebete und Hymnen der Kirche“ gehabt. Pfannmüller führt als weitere Quelle für die Mariologie Frauenlobs die Laudes Mariae des Richardus a S. Laurentino als „wichtigste, nach Sachen geordnete Zusammenstellung von Marienbenamsungen“ an. Des Weiteren erwähnt er die Litaneien, besonders die Lauretanische Litanei, als Sammlungen von Marienbezeichnungen, die Frauenlob für die Dichtung des Marienleichs genutzt haben könnte.
Nach Peter wird Maria von den mittelalterlichen Nonnen (den Mystikern) als diejenige verehrt, die „durch die unermessliche Begnadung das erstrebenswerte Einswerden mit Gott in unerhörtem Maße“ erfahren konnte. Daher sei das Marienlob gleichzeitig Lob Gottes. Maria sei für das damalige Volk ein Mensch gewesen, der Gott so nahe stand, dass man mit ihrer Hilfe die Erhörung der eigenen Bitten habe erwarten können. Aufgrund der Mittlerstellung Marias „ist das Marienlob das Thema der mittelalterlichen geistlichen Dichtung geworden.“ „Wie ein heimlicher roter Faden durchzieht der Gedanke an Maria und die Bewunderung ihrer Begnadung fast jede theologische Betrachtung Frauenlobs.“
Weitere Quellen für die Mariologie Frauenlobs sind Peter zufolge die Allegorienliste des Scholastikers Alanus de Insulis (Anf. 13. Jh.), sowie Werke der Dichter vor ihm. Hier sei die Goldene Schmiede Konrads von Würzburg genannt, ebenso der Leich Reinmars von Zweter, wobei Frauenlobs Marienleich als „reicher und bewegter“ bezeichnet wird.
Pfannmüller zufolge identifiziert Frauenlob Maria „mit der in den Weisheitsbüchern gefeierten, von Gott ausströmenden Weisheit, wodurch sie zur eingeborenen und erstgeborenen Tochter Gottes wird.“ Maria sei die wahre Mutter Gottes (16,12 f.), meit aller meide (6,17) und êrenrîche frouwe (3,1), sie stehe auf der Grenze zwischen Menschheit und Gottheit (20,10), sei menschlich-göttlich und göttlich-menschlich (20,26), ein Abbild göttlicher Majestät (12,3). An ihr hafte ein Stück Gottheit, seit sie Gottes Sohn empfangen habe (12,30), sie selbst sei Gott (12,33).
Zusammenfassend kann gesagt werden, dass Maria als jungfräuliche Gottesmutter zugleich Gottestochter und -braut ist und laut Pfannmüller von Frauenlob im gesamten Gedicht „häufig so oder so ähnlich“ bezeichnet wird. Die Beschreibungen Marias sind zudem von intensiver Erotik geprägt.

## Form
Das Gedicht von Frauenlob ist in der Form eines Leichs geschrieben. Als Leich wird die „Groß- und Prunkform des einstimmigen Sololieds in Deutschland“ der mittelhochdeutschen Lyrik bezeichnet. Frauenlob war in dieser Gattung ein Vorbild für die Meistersinger.
Der Leich hat insgesamt 508 Verse, die in zwanzig Strophen unterteilt sind. Jede Strophe besteht aus einer Doppelversikel, d. h. aus zwei parallel gebauten, formähnlichen Teilen. Dies ist anhand des Reimschemas in den einzelnen Strophen erkennbar, wobei sich jedoch die Reimschemata von Strophe zu Strophe unterscheiden. Beispielhaft ist hier das Reimschema der Strophe sechs aufgeführt:

Strophe 6:
| a | c |
| a | c |
| a | c |
| a | c |
| a | c |
| a | c |
| a | c |
| a | c |
| a | c |
| b | b |

Hieran wird deutlich, dass es sich um zwei Teile innerhalb einer Strophe handelt (erkennbar an den jeweils zwei Spalten), die genau gleich lang sind und das gleiche Reimschema haben. Jedes dieser Teile ist eine Versikel, eine Strophe besteht also aus einer Doppelversikel.

### Musikalische Form
Von allen musikalischen Überlieferungen der Werke Frauenlobs ist die des Marienleichs am reichhaltigsten, bleibt aber dennoch fragmentarisch. Die Strophen haben generell verschiedene Melodien; es gibt jedoch einige Entsprechungen.
Eine interessante Feststellung ist, dass in Frauenlobs Leich sogenannte evovae- oder Saeculorum-Amen-Formeln zu finden sind, die normalerweise im liturgischen Gesang beheimatet sind. Hierbei handelt es sich um eine Doxologie, die das Trinitätslob ausdrückt und den Abschluss jeder Psalmrezitation bildet. Durch Gegenüberstellungen wurde herausgefunden, dass die von Frauenlob verwendeten Melodien aus liturgischen Antiphonen entnommen sind.
Es ist jedoch nur äußerst selten ein Bezug zwischen Melodie und Text erkennbar. So böte es sich an, in Strophe 18, in der von Musik die Rede ist (wie die döne löne schöne schenken zu der armonien […] Ufl. 18,1ff. GA), den Inhalt des Gedichts auf musikalischer Ebene zum Ausdruck zu bringen. Doch „die Versuchung, […] der Musik abzulauschen, was der Text sagt, ist groß, führt aber zu nichts […].“ So kommt auch Kandler zu dem Schluss: „Hinsichtlich der Wechselwirkung von Wort und Ton lassen sich in den Texten Heinrichs von Meißen kaum Belegstellen beibringen, die mit einiger Sicherheit als Indiz für eine Korrelation beider Medien gedeutet werden können.“ Frauenlobs Leichdichtung sei „im Sinne einer kohärenten Rezeption der biblischen Vorlagen zu wenig geradlinig“; sie sähe „ihr zentrales Anliegen in einem zum Teil hyperbolischen Marienpreis.“

### Der Stil Frauenlobs
Frauenlob ist ein bedeutender Vertreter des „geblümten Stils“ und macht in seinen Dichtungen Gebrauch von vielen Tropen, die seinen typischen dunklen Stil schaffen. Er verwendet eine sehr bildreiche Sprache, sogenannte redebluomen, die von Kretschmann charakterisiert wird als „Bilderrausch“, durch welchen sein rationales Denken zeitweise „zurücktritt“. Daher sei es auch kein Wunder, dass er Bilder zum Teil durcheinander werfe und ihm falsche Zitate unterliefen, zumal er zu seiner Zeit größtenteils nur auf Gedächtniswissen habe zugreifen können. Da er viele seiner Äußerungen in einen „mystisch-feierlichen, literal jedesmal völlig unsinnig wirkenden Wortschwall“ einkleidet, was des Öfteren zu Verständnisschwierigkeiten und Unklarheiten führt – z. B. in Ufl. [= Unser frouwen leich] 2: „Maria ist mit Gott (welche Person? Geist?) schwanger, sieht gleichzeitig den Gott der Apocalypse (Apoc 1,12 ff.) und das Lamm (den Sohn) auf dem Zion“ –, kritisiert Pfannmüller: „Zugleich will er mystifizieren; er will dunkel sein, seine Aussagen sollen im Sinn schillern und möglichst 2, 3 oder mehr Bedeutungen zugleich haben. Dann verliert er jede Gewalt über seine Worte. […] Er weiß nicht mehr, wovon er eigentlich spricht: von Maria, Moses, Christus oder dem Hirsch des Physiologus (11,31 f.) […]. Das Übersinnliche  des Stoffes wird bei Frauenlob zum Unsinnigen; die Paradoxa der Dogmatik bei ihm zur Ideenflucht. […] Das hier Ausgehobene bietet noch lange keinen rechten Begriff von seiner Verschrobenheit und Strudelköpfigkeit, seiner Unfähigkeit, einmal etwas restlos Verständiges zu denken und zu sagen.“ Er sei nicht imstande, irgendeinen Gedanken der Dogmatik mit eigenen Worten richtig auszuführen. Seine „künstlichen Reimgebäude“ hätten „mannigfache Schäden hinsichtlich des gedanklichen Gehalts zur Folge. […] Zuweilen wird recht aparter Bindungen halber jeder Sinn vernachlässigt.“
Frauenlobs Stil zeugt jedoch von einer gewissen poetischen Kunst und Raffinesse, welche sich anhand von zweideutigen Passagen erkennen lässt, in denen „die dogmatische Theologie in Formeln, Bibelzitaten, Paraphrasen stets in seine erotische Poesie hineinragt und sie durchdringt.“ So sagt Kroeger 1877 über Frauenlob: „But even where in his daring use of language he becomes so involved as to seem almost unintelligible to the modern reader, his thoughts and images are so wonderfully wrought into impetuous rhythm and over-jewelled with rhyme, that the splendor of music seems to supply the meaning which the words failed to express […].“
Das Ziel der höfischen Lyrik zu Frauenlobs Zeit war eine „elegante neue Formgebung alter Motive mit sinnreichen Schlusspointen und gewandten Anklängen an ältere Dichter.“ Dies hat Frauenlob derart realisiert, dass er die „einfache Gleichung Maria = Mutter Gottes […] in immer neuen Formen [vorbringt], indem für ‚Mutter‘ bald ‚Braut‘, bald ‚Tochter‘, für Gott eine der drei oder zwei von den drei Personen oder die Trinität schlechthin eingesetzt wird […].“ Über seiner poetischen Begabung ruhe jedoch oben genanntes Verhängnis.

## Inhalt
Das Gedicht Frauenlobs befasst sich mit Maria als jungfräuliche Mutter Gottes, als Braut des Heiligen Geistes und als menschlich-göttliche göttlich-menschliche Instanz. In der Würzburger Liederhandschrift wird der Marienleich als Frauenlobs „Hohes Lied“ bezeichnet. Das Thema Inkarnation durch Maria zieht sich durch den ganzen Leich hindurch und wird immer wieder aus verschiedenen Perspektiven beleuchtet. Der Marienleich wird von Diehl als der Versuch eines Meisterwerks im höchsten Stil beschrieben, der der äußersten Anstrengung des Dichters bedarf und sich mit einem zentralen Thema und einer Tradition aus der Zeit des Dichters auseinandersetzt.

### Der Marienleich als Minnedichtung
„Indem die mhd. lyrische und Spruchdichtung das dankbare Thema der Mariolatrie [=Marienlob] aus der  gleichzeitigen lateinischen Poesie übernimmt und in ihrem Repertoire einreiht, unterliegt sie rasch der Versuchung, es durch Verschmelzung mit Eigengut, durch Übertragung hervorgebrachter minniglicher Situationen und Anschauungen zu profanieren.“ Daher weist also auch der Marienleich Frauenlobs Elemente einer Minnedichtung auf.
Newman bezeichnet Frauenlobs Maria als „ultimative vrouwe“ und die Liebesaffäre mit ihrem Sohn als „ultimative minne.“ Um welche minne es sich hier handelt, darüber ist man sich nicht einig. Newman bezeichnet es als hohe minne, da es um das Erfahren und Feiern der göttlichen Liebe geht und die erotische Geistlichkeit dem biblischen Hohelied entnommen ist. Pfannmüller auf der anderen Seite betrachtet spricht von einer „bizarren, abstrusen, oft lächerlich wirkenden Gelehrsamkeit […], weil er seine Heldin, die er im Sinne der höchsten Minne zu feiern scheint, in Wirklichkeit durch die ärgste niedere Minne hindurch schleift […].“
Der Marienleich als weltliche Marienlyrik orientiert sich an dem für seinen Zweck „günstigsten Objekt“ der Bibel: An dem „der Mariolatrie seit langem dienstbar gemachten Hohelied […]. Bei Frauenlob liegt der eigentliche Höhepunkt solcher weltlicher Kontrafaktur. […] Was vor ihm zu finden ist, sind harmlose oder ungeschickte Verzerrungen dogmatischer Bestandteile ins Minnigliche […].“
Abschließend kann also gesagt werden, dass „[…]das Gemeinsame an dem vorgelegten Material […] die Übertragung von Motiven des Minnesangs und Spruchdichter-Rätselspiel auf vorgefundene theologische Gegenstände [ist]; so zwar, dass das poetische Element über das gelehrte noch überwiegt.“

### Inhalt des Marienleichs
Der Sprecher der ersten acht Strophen ist Johannes auf Patmos, ein Prophet. Seine ersten Worte zeigen an, dass das Thema des Gedichts eine Vision ist (Ei, ich sach […] (Ufl. 1,1 GA)). Zudem erhält das Gedicht gleich zu Beginn durch seine Bildhaftigkeit einen Minnelied-Charakter (vor miner ougen anger (Ufl. 1,4 GA)). Diese kurze erste Strophe lässt eine Parallele zu Offb 12  erkennen; jedoch hat Frauenlob aus der dort beschriebenen Vision nur einige Aspekte herausgegriffen: Eine schwangere Frau auf dem Thron, mit einer Krone mit zwölf Steinen auf dem Kopf, die kurz vor der Entbindung steht. Andere Aspekte (z. B. dass sie mit der Sonne bekleidet war und sich der Mond ihr zu Füßen gelegt hatte) werden hier nicht erwähnt, denn sie sind Maria selbst vorbehalten (vgl. Ufl. 10,10-13 GA). In der zweiten Strophe verkündet der Sprecher Marias eigene Vision ihres Sohnes, den sach sie vor ir sitzen mit witzen […] eines lammes wise uf Sion, dem berge gehiuren. (Ufl. 2,6-11 GA). Auch hier zeigt sich wieder ein Bezug zur neutestamentlichen Offenbarung (14,1  und 1,12-13 ), welches in der siebten Strophe noch einmal aufgegriffen wird: Das Lamm auf dem Zionsberg und die sieben Leuchter. Zudem wird hier das Blumen-Motiv eingeführt (die holde trug den blumen sam ein tolde., Ufl. 2,14-15 GA), welches sich durch das ganze Gedicht hindurch zieht (vgl. u. a. Ufl. 3,3; 8,10; 19,18 ff. GA) und ein Sinnbild für die Mutterschaft Marias ist.

Ein Bezug zum Hohelied zeigt sich erstmals in der dritten Strophe des Marienleichs durch die verwendeten Bilder (hin ist des winters orden, die blünden winrebe […] (Ufl. 3,6-7 GA) entsprechen Hld 2,11-13 ), wodurch minnigliche Situationen herbeigeführt werden. Hier werden die verschiedenen Rollen der Maria aufgezählt: tochter, muter, meit (Ufl. 3,14 GA). Von der in der dritten Strophe vereinbarten Verabredung der Liebenden wird in der folgenden Strophe berichtet: Der König führte die Jungfrau in seinen Keller, wo sein Grüßen sie rührte (vgl. Ufl. 4,2 ff. GA; vgl. ebenfalls Hld 2,4 ). Das grüzen wird auch als erotische Anspielung verstanden. In der fünften Strophe ist die Rede von der meit (= Jungfrau) nun als brut (=Braut) des Königs, der durch ihre „pforten“ ein und aus gehen kann, wie es ihm beliebt (vgl. Ufl. 5,1-5 GA). Auch in dieser Strophe wird ein Motiv des Hohelieds aufgegriffen: Die Beschreibung der Schönheit der Braut (Hld 4,1 ff. ; Ufl. 5,9 ff.). Strophe sechs beschreibt Elemente aus der Offenbarung (1,11/20 ; 4,5 ), wobei die magische Anzahl sieben eine zentrale Rolle spielt (Ufl. 6,1-10). Es ist in Ufl. 6,13-16 GA eine Analogie zu den sieben Gaben, die in Jes 11,2  angeführt werden, festzustellen: wisheit, rat, sterke, senftekeit, künste funt (anstelle von Wissen), vorchte. Die nicht genannte Gabe ist die Einsicht, doch Frauenlob hat sie ersetzt mit der minne.

Strophe sieben greift noch einmal das Motiv der sieben Lichter von Strophe zwei auf, leitet das wiederkehrende Motiv des jungalten ein (Ufl. 7,5; vgl. 11,11 ff.; 12,17 GA) und zählt die Tugenden eines guten Christen bzw. eines höfischen Liebhabers auf: zucht, kiusche, triuwe, stete, geloube, güte, diemut (Ufl. 7,11-15 GA). Die nächste Strophe beschreibt eine paradiesische Szene im Himmel, bei der Bilder aus dem Garten Eden verwendet werden (der aphel, den sie treit […] Ufl. 8,9 GA; die blumen lachen beidenthalb der liten Ufl. 8,10 GA). Es wird von einem mit Juwelen geschmückten goldenen Kelch gesprochen (zunächst durch den Nabel Marias symbolisiert), durch welchen der Sohn „uns“ seinen Vater brachte (Ufl. 8,19-21 GA). Hierin zeigt sich Frauenlobs Verständnis von der Trinität.

Ab Strophe neun ist nun Maria die sprechende Person, welches im ersten Vers deutlich wird: Ich bin ez die groze von der kür (Ufl. 9,1 GA). Sie beginnt mit einem Monolog intensiver, lebhafter Erotik, wieder Verse des Hohelieds herausgreifend (Hld 2,9 ; 5,2/4  vgl. mit Ufl. 9,5-8 GA). Die Folge dieser Liebesszene ist ihre Schwangerschaft, beschrieben durch verschiedene Bilder (Ufl. 9,14-26 GA). In den Strophen zehn und elf (sowie 15) berichtet Maria von ihren erotischen Erfahrungen. Es tauchen weitere Parallelen zu verschiedenen Bibelstellen auf, meist zum Hohelied und zur Offenbarung. Die laut Newman meist bekannte Strophe des Gedichts ist Strophe elf. Hier wird der smid von oberlande (Ufl. 11,1 GA) (= Gott im Himmel) als Liebhaber Marias genannt, der sinen hamer in mine [Marias] schoz (Ufl. 11,2 GA) warf. Der Hammerwurf ist Pfannmüller zufolge ein in der Volksvorstellung gebliebener Rest germanisch-heidnischer Mythologie, den Frauenlob hier aufgreift, um die „missio filii“, die Entsendung des Sohnes, bildlich darzustellen. Nach Newman ist diese Deutung jedoch veraltet und der Hammerwurf ist eher als sexuelles Symbol gedacht. Maria sagt, sie trüge den in sich, der Himmel und Erde trägt, und sei doch Jungfrau; er lasse sie keine Arbeit (bei der Geburt) verrichten (Ufl. 11,4-6 GA). Ihre Aussage ich slief bi drin (Ufl. 11,8 GA) ist ein weiterer Ausdruck von Frauenlobs Vorstellung von Maria als Mutter und gleichzeitig Braut der Trinität. Ihr alter vriedel habe sie geküsst (Ufl. 11,11 GA), was wieder einen Bezug zum Hld 1,1  herstellt und somit die Inkarnation symbolisiert. Das Motiv des jungalten taucht wieder auf und symbolisiert ebenfalls die Menschwerdung Gottes in Form eines Säuglings, über das sich alle himel fröuen (Ufl. 11,13-14 GA). In Vers 17 (er jach, min brüstel weren süzer dann der win) findet sich wieder ein Zitat aus dem Hohelied (4,10). Im zweiten Teil der Strophe werden weitere Bilder des Hohelieds verarbeitet (der lilje tal, Ufl. 11,21 GA; Hld 2,1 ) und es wird ein Bezug zum Sündenfall im Paradies hergestellt: Maria ist der sal und der gral (Ufl. 11,23/30 GA) und wird den Fluch Adams  brechen durch die morgenröte (Ufl. 11,27 GA), die niuwen tag nach der alten nacht (Ufl. 11,29 GA) ankündigt.
In der zwölften Strophe hat sich die Rolle Marias von der menschlichen Braut Gottes zur göttlichen gewandelt, die bei der Schöpfung zugegen war (ich was mit im, do er entwarf gar alle schepfenunge Ufl. 12,5 GA). Maria erscheint nun als die Sapientia, beschreibt sich als zuckersüzer brunne des lebens und der bernden wunne (Ufl. 12,1-2 GA) und als spiegel der vil klaren reinheit (Ufl. 12,3 GA), welches die Worte aus der biblischen Weisheit 7,26 sind. Es taucht in dieser Strophe neunmal Marias ich binz … auf, was eine Analogie zu den „Ich bin“-Worten Jesu Christi vermuten lässt. Die letzten Verse der Strophe sind etwas erstaunlich, da sie einen Rollentausch Marias mit Christus implizieren: Maria ertrug das Leid und überwand den Tod, während Christus nicht leiden musste (ich wart, ich leit, ich brach den tot…er leit do nicht, min Engelmar. (Ufl. 12,36-38 GA)). Die nächste Strophe ist die längste des Leichs. Es beginnt mit einem Konglomerat aus verschiedenen Bibelzitaten und -bildern. Als Gottheit ist Maria der Anfang aller Liebe. Sie wird als Erfüllung der Prophezeiungen des Alten Testaments beschrieben und erzählt, zu welchen Taten sie befähigt ist. Zudem wird sie als mutermeit (jungfräuliche Mutter) der Trinität dargestellt: min schepfer und min vriedel der vil alte, der sich zu mir nach siner kust in drin personen valte (Ufl. 13,38-40 GA). Durch ihren Körper konnte sich die Trinität entfalten. Strophe 14 beschreibt eine einzige Metapher, im Gegensatz zu Frauenlobs sonst an Bildern recht reicher Sprache. Die Metapher ist nicht biblischer Art, wird jedoch auf die Inkarnation bezogen: Ein Schneider, der sich selbst ein Gewand aus Fleisch und Blut anlegt. Zudem wird Marias Schönheit in dieser Strophe zum Ausdruck gebracht (vin unde luter, schöne ob aller schöne glanz Ufl. 14,13 GA): Gott legte Maria ein Gewand an, welches ihm so gefiel, dass er sich selbst Kleider daraus schneidert. In der 15. Strophe werden wieder biblische Bilder aufgegriffen (der sterne von Jacop, die groze gotes stat (Ufl. 15,1/3 GA)) und erotische Szenarien geschildert (…wie der götliche minnen diep sleich mitten in die sele min und trancte die mit suzekeit der süze sin (Ufl. 15,17-19 GA)).
In den Strophen 16-18a wird Maria anhand der sieben freien Künste dargestellt. Zunächst wird sie mit „allen 10 Prädikamenten des Aristoteles [überschüttet]“, dann mit dem Trivium (Grammatik, Rhetorik, Dialektik) in Verbindung gebracht. In Strophe 17 geht es um Physik und Metaphysik, sowie um drei Teile des Quadriviums: Astronomie, Geometrie und Arithmetik. Strophe 18a beschreibt dann das vierte Element des Quadriviums – Musik. Zum Ende der 18. Strophe kehrt Frauenlob zur menschlichen Maria zurück und nimmt wieder Motive des Hohelieds auf (under einem apfelboume wart erwecket ich so suzlich… Ufl. 18,16-17 GA; Hld 8,5 ). Strophe 19 eröffnet die Metapher des Gärtners, der gebelzet hat in sinem garten den boum, dar an er selber sit des todes wolde warten (Ufl. 19,3-4 GA) (=der in seinem Garten den Baum gepflanzt hat, der seinem Sohn als Totenbett dienen sollte.) Des Weiteren gibt Frauenlob dem Zuhörer eine Rechenaufgabe, in dem er nach und nach die 60 Krieger des Geleits von König Salomos Sänfte (Hld 3,7 ) aufzählt. Die zweite Hälfte der Strophe ist ein Beispiel für Frauenlobs „geblümten Stil“ – das Wort blume wird hier zum zentralen Thema und kann als Marienmotiv gedeutet werden. Die letzte Strophe des Leichs schlägt den Bogen zur Ausgangsvision mit den zwölf Edelsteinen in der Krone Marias. Anhand der Steinreihe ist die biblische Parallele zur Offenbarung (21,19 ff. ) wiederzuerkennen, ebenso die von Frauenlob erwähnten margariten (=Perlen) (Ufl. 20,36 GA; Offb 21,21 ). Die verschiedenen Edelsteine werden von Frauenlob unterschiedlichen Bedeutungen zugeordnet, deren Ursprünge jedoch nicht eindeutig sind. Auch in dieser Strophe findet sich eine Ansammlung von Bildern unterschiedlichster Bibelstellen, von Noah mit seiner Arche über das Hohelied bis zur Offenbarung. In den Versen 30-31 (GA) werden die zwei Naturen Marias deutlich: ich menschlich gotlich wart, ja gotlich menschlich. Laut Newman ist dies eine heterodoxe Dogmatik von Frauenlob selbst, denn die Kirche hatte Maria nie offiziell für göttlich erklärt. Für Frauenlob sei Maria jedoch göttlicher Natur durch die Vereinigung mit der Trinität.

## Stellung in der Literaturgeschichte

### Einordnung in das Werk des Autors
Frauenlob schrieb viele Gedichte (die genaue Anzahl ist unbekannt): mehrere hundert Spruchstrophen in verschiedenen Tönen, u. a. das Streitgedicht wîp unde vrouwe und das Gedicht Minne und Welt, 13 Minnelieder und drei Leichs, von denen der Marienleich am häufigsten überliefert und dementsprechend sein größtes Werk ist. Die zwei weitere Leichs, der Minneleich und der Kreuzleich, erlangten keinen so großen Bekanntheitsgrad wie der Marienleich. Bertau unterscheidet drei geistliche Stilstufen Frauenlobs: den frühen „Marienleichstil“, den „problematisierenden Stil“ und zuletzt den „Kreuzleichstil“.  Das erste Zeugnis der Bemühungen Frauenlobs um ein „autonomes Kunstwerk […] ist der […] Marienleich.“

### Stellung in der Literaturgeschichte und Rezeption
Frauenlob war nicht der erste, der ein minnigliches Hohelied auf Maria schrieb. Denn es war auch nicht das Bestreben höfischer Lyrik neue Thematiken zu behandeln, sondern „alten Motiven eine elegante, neue [Form] mit sinnreichen Schlusspointen und gewandten Anklängen an ältere Dichter“ zu geben. Einfluss auf Frauenlobs Dichtung haben z. B. die Goldene Schmiede Konrads von Würzburg oder der Leich Reinmars von Zweter. Der Marienleich Frauenlobs erhielt jedoch einen hohen Bekanntheitsgrad, was aus den vielen Überlieferungen und den vielen Nachahmungen zu schließen und auf Frauenlobs hohes Ansehen zu seinen Lebzeiten zurückzuführen ist. So steht „der schlechte Erhaltungszustand der überlieferten Gedichte […] in unübersehbarem Widerspruch zu dem Ansehen, das der Autor nicht nur bei den Mitlebenden, sondern jahrhundertelang auch noch bei der Nachwelt genoss. […] Die Dunkelheit der Frauenlobschen Dichtersprache dürfte daran […] schuld sein […]“
Über die Stellung des Marienleichs in der Literaturgeschichte heutzutage gehen die Meinungen auseinander. Pfannmüller ist der Meinung, der Leich sei „nicht auf eine Stufe zu stellen“ mit Konrads von Würzburg Goldener Schmiede, bezeichnet jedoch die nachahmenden Mariendichtungen (v. a. in der Kolmarer Liederhs.) als „trostlos“. Diese Kritik Pfannmüllers (1913) ließ den Ruf Frauenlobs sinken, der jedoch Newman zufolge dank Stackmanns Bemühungen (1972) allmählich wieder „seinen rechtmäßigen Platz in der Geschichte deutscher Lyrik“ erhält.